# Barbara van Nicomedië
De H. Barbara (Grieks: Αγία Βαρβάρα, Agia Barbara) († 4 december 306?) is een christelijke heilige en martelares. Zij is een van de veertien Noodhelpers. Er is vrij weinig met zekerheid bekend over de heilige Barbara. Ook het jaar van haar dood is onzeker. Volgens de Historia sive legenda beatissime virginis Barbare ac martiris, geschreven door Johan van Wackerzeele (ca. 1350-ca. 1400), stierf zij de marteldood onder keizer Maximinus I Thrax, die regeerde van 235-238, maar volgens de Gulden legende stierf zij onder keizer Maximianus, die regeerde van 286-305.

## Overlevering
Barbara zou gewoond hebben in Nicomedië in Klein-Azië. Haar heidense vader, Dioscurus, sloot haar op in een toren om haar te vrijwaren van de vele jongemannen die naar haar hand dongen. Ook liet hij een badhuis voor haar bouwen, zodat ze geen gebruik hoefde te maken van de openbare baden. Dit badhuis bevatte oorspronkelijk twee ramen, maar op verzoek van Barbara werden het er drie (zij had zich in het geheim tot het christendom bekeerd en wilde op deze manier de Heilige Drievuldigheid eren). Toen haar vader haar bekering bemerkte, liet hij haar folteren, maar 's nachts genazen haar wonden op miraculeuze wijze. Uiteindelijk onthoofdde hij haar eigenhandig, maar werd daarop dodelijk door de bliksem getroffen.
Sommige varianten van de Barbara-legende verhalen dat zij werd opgesloten in een kelder om haar te bewegen haar geloof op te geven. In sommige streken wordt dit verbeeld door het gebruik op 4 december forsythia-takken te knippen en in een vaas te plaatsen, die in de daarop volgende weken tot bloei komen.

## Beschermheilige en verering
Zij wordt gerekend tot de veertien helpsters in nood. Op grond van haar levensverhaal geldt de H. Barbara als beschermster tegen brand en bliksem en tegen een plotselinge dood. Ook kan haar hulp ingeroepen worden als storm het land verwoest.
De H. Barbara is ook de beschermheilige van verschillende gevaarlijke beroepen, in het bijzonder van de artilleristen, tunnelbouwers en mijnwerkers, maar ook van de infanteristen, telegrafisten, genisten, ingenieurs, brandweerlieden, architecten, boeren, dakdekkers, metselaars, bouwvakkers, klokkengieters, metaalgieters, smeden, steenhouwers, beiaardiers, koks, hoedenmakers, slagers, gevangenen, meisjes, stervenden, torens, vestingen, geologen, explosievenruimers en van de inwoners van Culemborg en Vreeswijk.
In Zuid-Limburg was het feest van Sint-Barbara(4 december), als patrones van de mijnwerkers, een van de belangrijkste feestdagen van het jaar en lange tijd een vrije dag. Met de mijnsluiting in Nederlands Limburg kwam daar een einde aan.
Bij grote tunnelboringen in Nederland zoals de Noord/Zuidlijn in Amsterdam en de Victory Boogie Woogietunnel in Den Haag-Rijswijk werd door de tunnelbouwers een Barbarabeeld geplaatst.
In Nederland staat de Basiliek van de H.H. Agatha en Barbara, een rooms-katholieke kerk te Oudenbosch. De kerk werd gebouwd tussen 1867 en 1880 en werd in 1912 tot basiliek verheven.
Ze wordt op 4 december herdacht, maar was bij de hervorming van de heiligenkalender in 1969 niet meer opgenomen in het Calendarium Romanum. In 2001 werd Sint Barbara wel weer opgenomen vanwege haar grote populariteit.

## Iconografie
De H. Barbara wordt gewoonlijk voorgesteld als een jonge vrouw met kroon en martelpalm. Daarnaast behoren tot haar attributen een zwaard (waarmee ze werd gedood), een ciborie, een pauwenveer, een toren met drie ramen (toespeling op de H. Drievuldigheid) en een kanon.

## Barbaratak
Een prunustak die op de naamdag van Sint Barbara (4 december) wordt afgeknipt en in huis op vaas wordt gezet, bloeit met kerstmis.

## Galerij

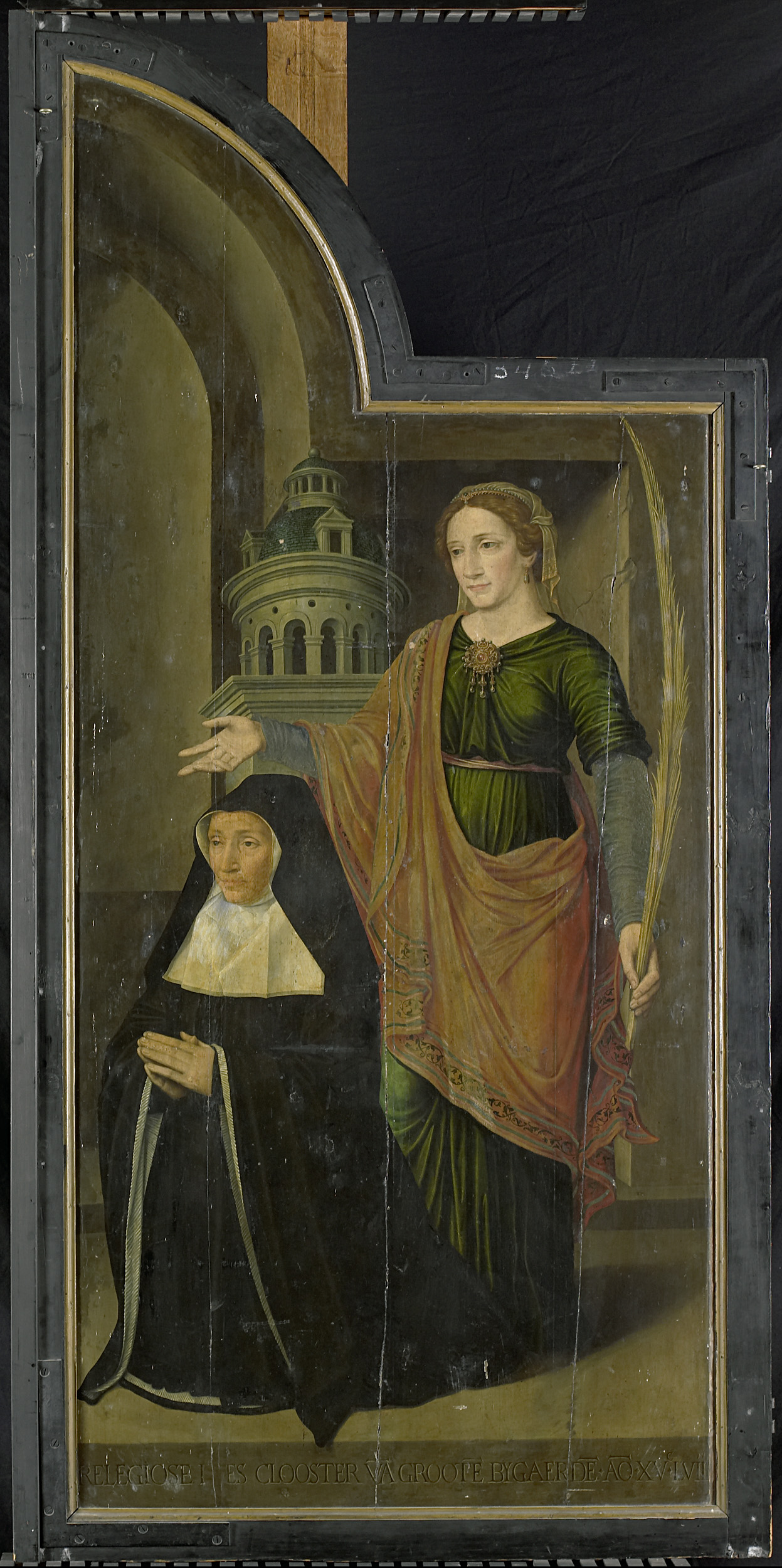
Deel drieluik: Berbel of Barbara van der Noot met de Heilige Barbara. (altaarstuk vervaardigd voor een benedictijner klooster in Groot-Bijgaarden)
Barbara is staande voorgesteld, rustend op haar rechterbeen. In haar rechterhand houdt zij een opengeslagen boek. Rechts van haar staat de toren, haar attribuut; Museum Catharijneconvent; tussen 1520 en 1524
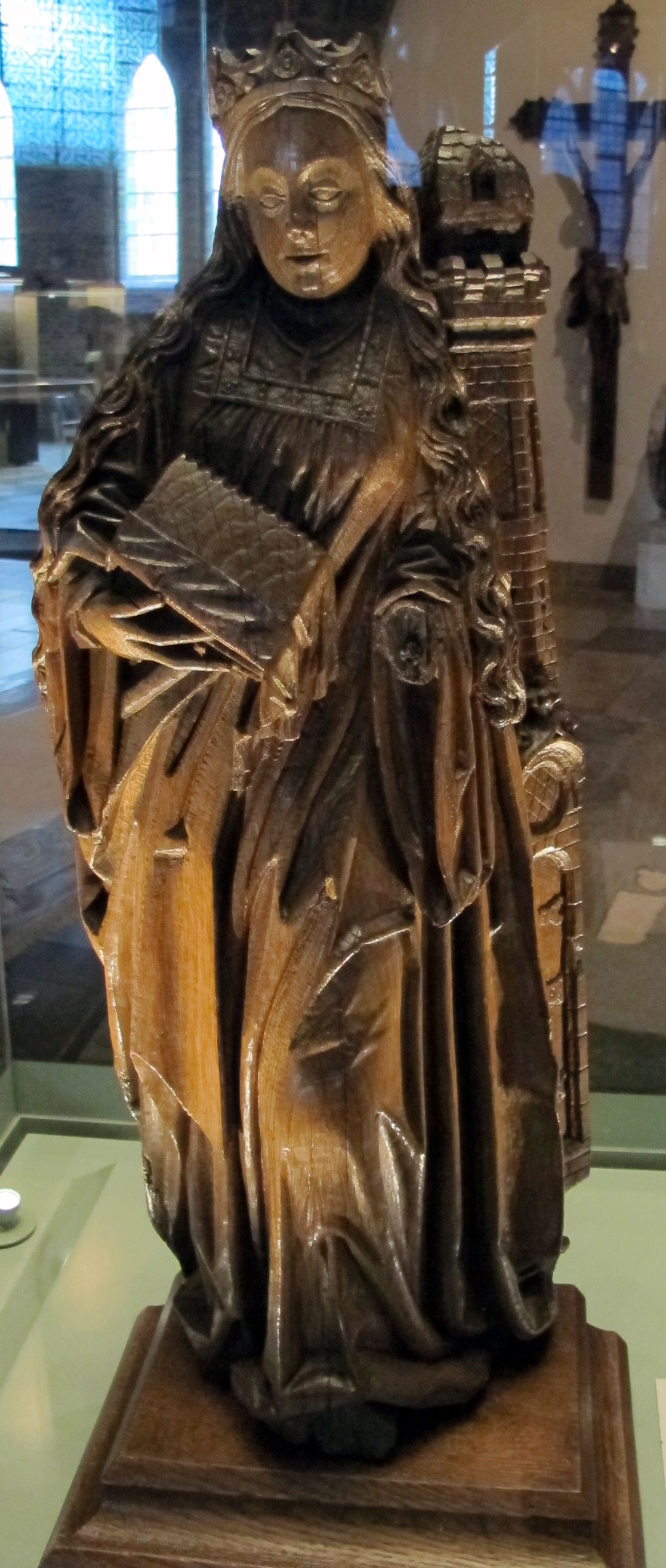
Beeld van de heilige Barbara in het Oud Sint-Janshospitaal (Brugge)
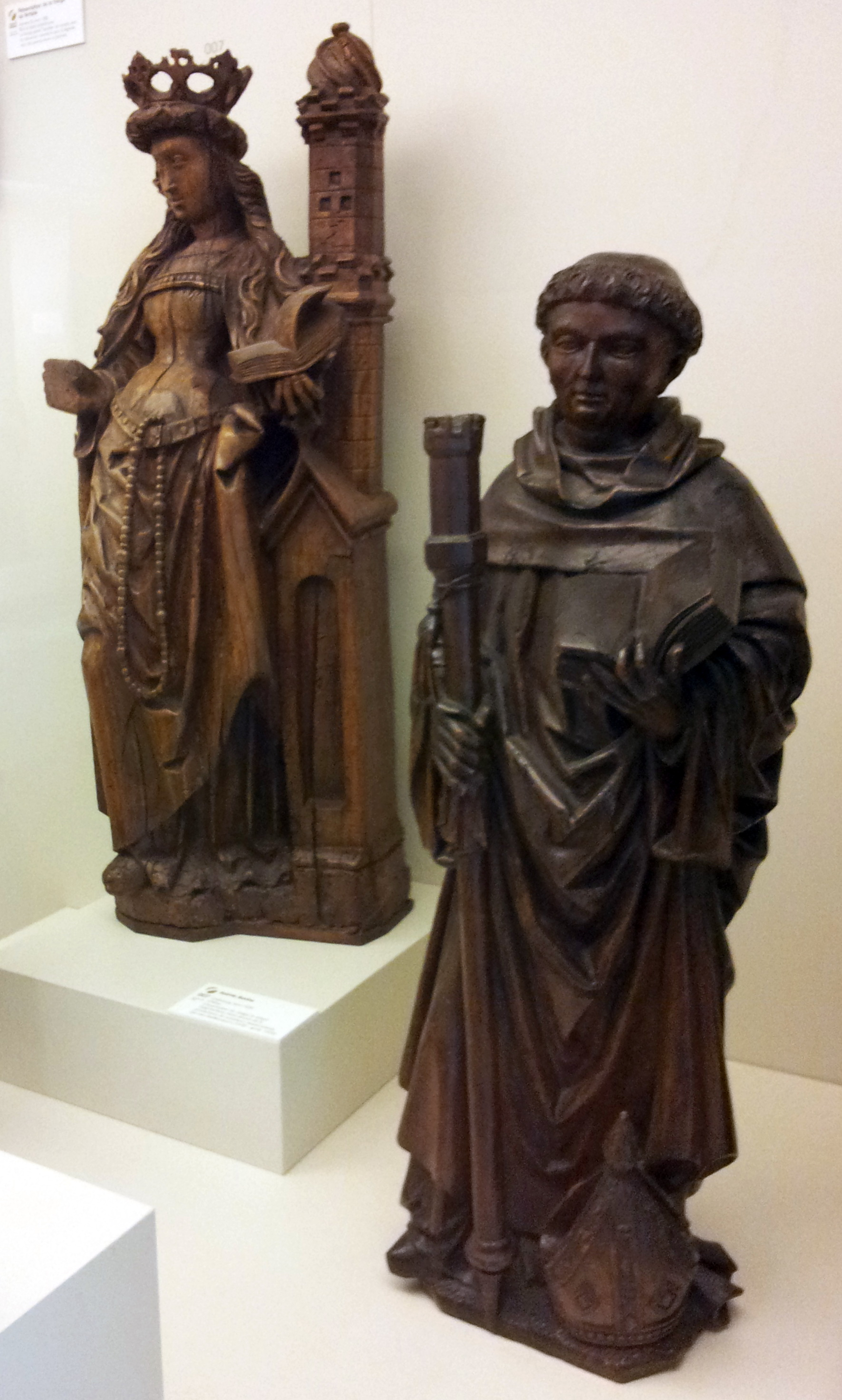
Sint-Barbara, links, in het Museum Grand Curtius (Luik)
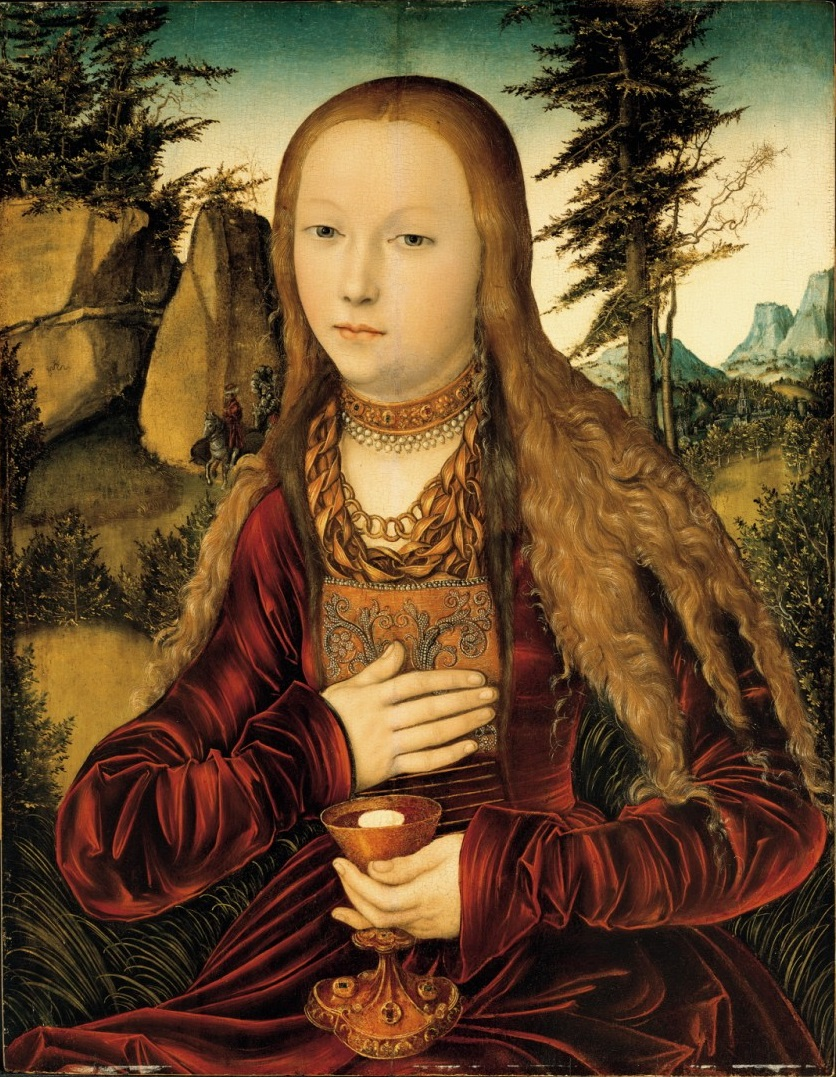
De heilige Barbara in een boslandschap van Lucas Cranach de Oude (ca. 1525-1530)
Het martelaarschap van de heilige Barbara van Gaspar de Crayer (1651-1675) in de Sint-Baafskathedraal (Gent)
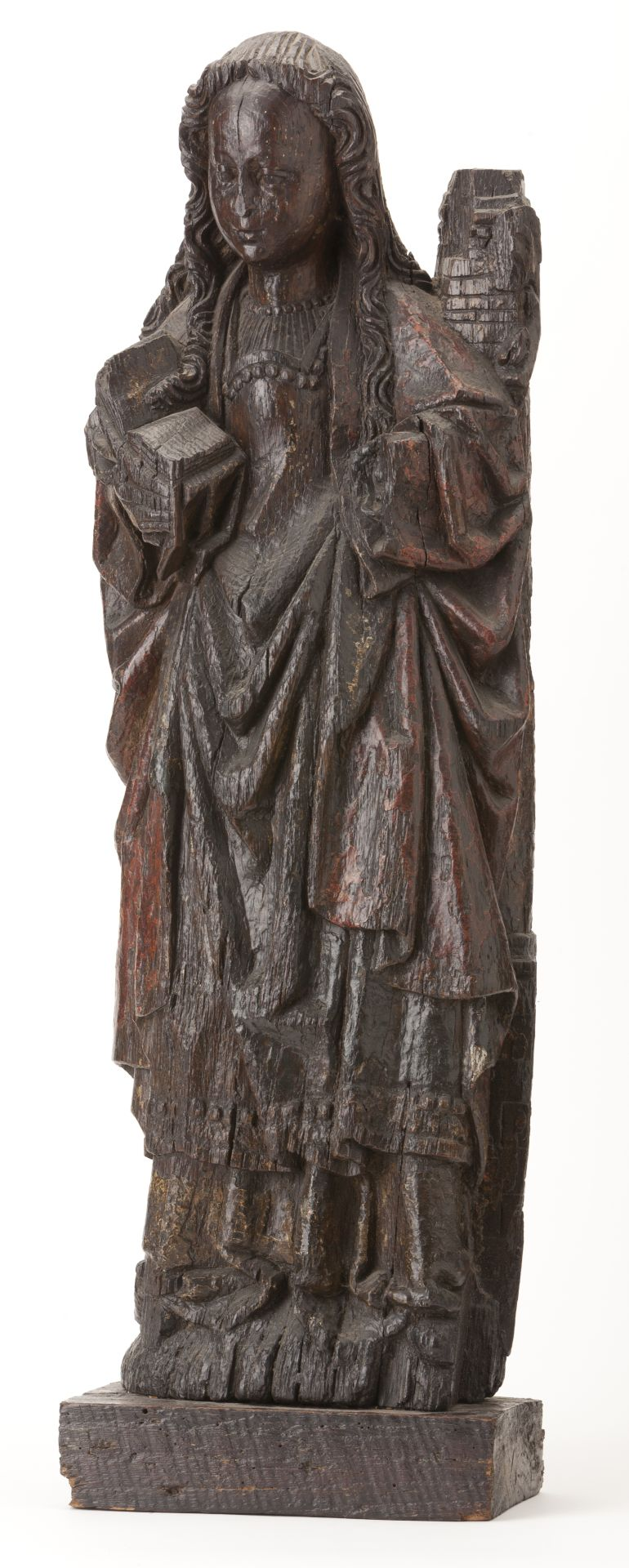
Beeldje van eikenhout met sporen van polychromie, heilige Barbara Gruuthusemuseum (Brugge)

## Genoemd naar de heilige Barbara

### Geografie
- Amerikaanse stad Santa Barbara
- Filipijnse gemeente Santa Barbara

### Schuttersgilden
In Gullegem, Wervik, Izegem, Diest, Heusden-Zolder, Vught en Winterslag zijn de schuttersgilden naar de Heilige Barbara vernoemd. 

### Overige onderwerpen
- Begraafplaats Sint Barbara (Amsterdam)
- Begraafplaats Sint Barbara (Utrecht)
- Sint-Barbarakerk - Voor een lijst van aan haar gewijde kerken.
- Sinte Barbara, Vereniging Officieren Artillerie
- Verpleeghuis Sint Barbara in Ede
- Sint-Barbaraklooster (Delft)
- Barbaraschool (Amsterdam)
- Sint-Barbaracollege (Gent)

Achatius · Barbara · Blasius · Catharina · Christoffel · Cyriacus · Dionysius · Egidius · Erasmus · Eustachius · Joris · Margaretha · Pantaleon · Vitus